# Corset (cine)
El Corset es un subgénero cinematográfico derivado de la Clase B, que se caracteriza por poseer unos recursos nulos, malos actores y guiones confusos y abstractos, más propios de los vídeos caseros.

## Origen
El Corset apareció durante la década del 2010 en España, de la mano de cineastas novatos que queriendo realizar cortometrajes, sin tener los recursos necesarios( financiación, actores, guionistas, etc) cogían los recursos que más tenían a mano (familia, objetos personales, entornos conocidos) y dada la inexperiencia de estos cineastas, fallos graves que se producían durante el rodaje o el montaje eran pasados por alto.

## Diferencias
El Corset es a menudo confundido con la Clase B y el cine amateur.El Corset se diferencia de las producciones de clase B en el aspecto de que no son producciones de bajo presupuesto si no de presupuesto nulo, y por lo tanto el resultado final puede ser más confuso y nefasto que el de uno de clase B

## Terminología
El término corset es usado para referirse a este tipo de filmaciones debido a que se suelen concentrar diversos elementos más propios del cine casero agrupándose estrechamente como si se tratase de un corsé (corset)
- Datos: Q5789461